# Ministério público

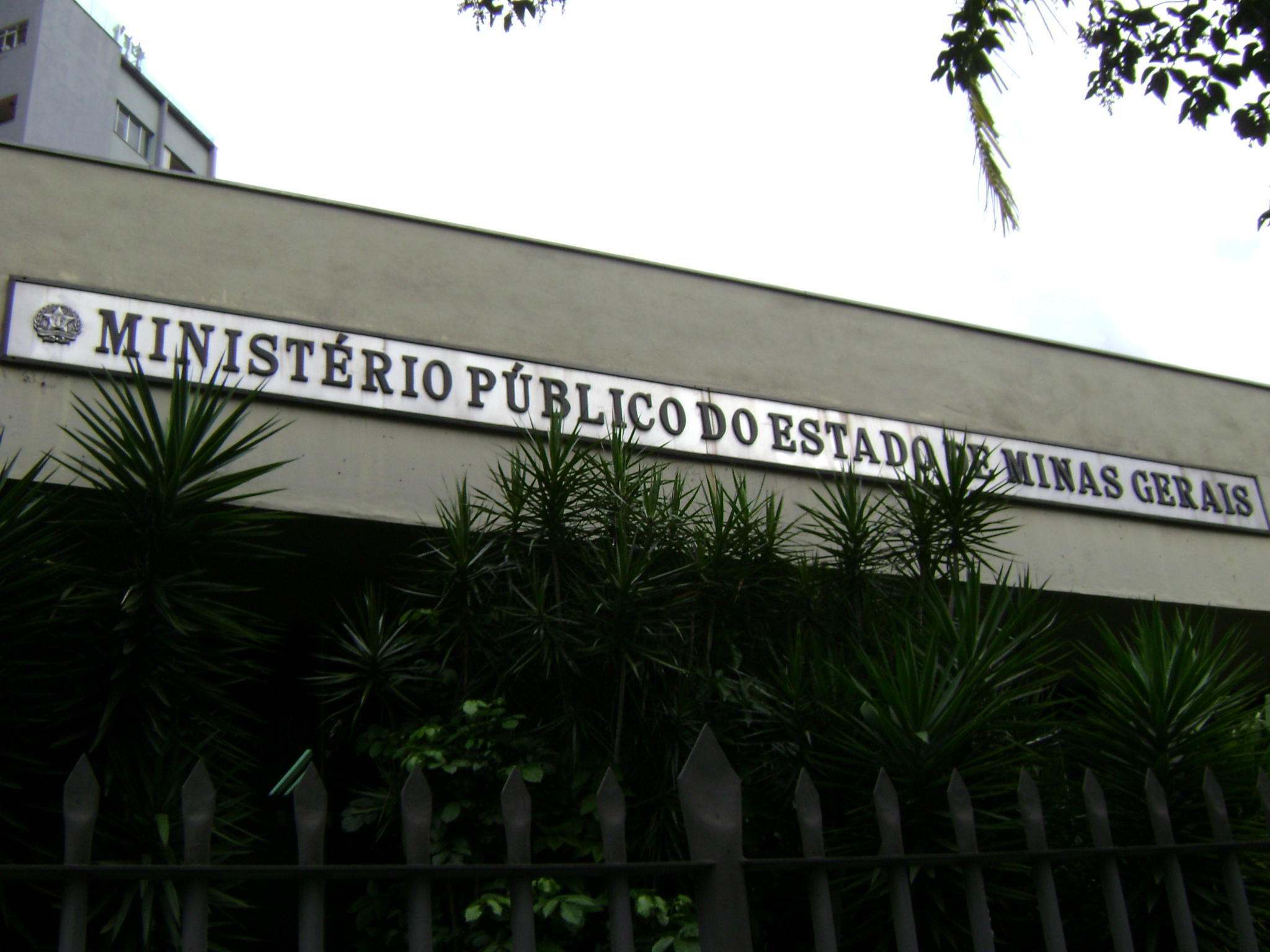
Ministério Público de Minas Gerais, em Belo Horizonte, Brasil.

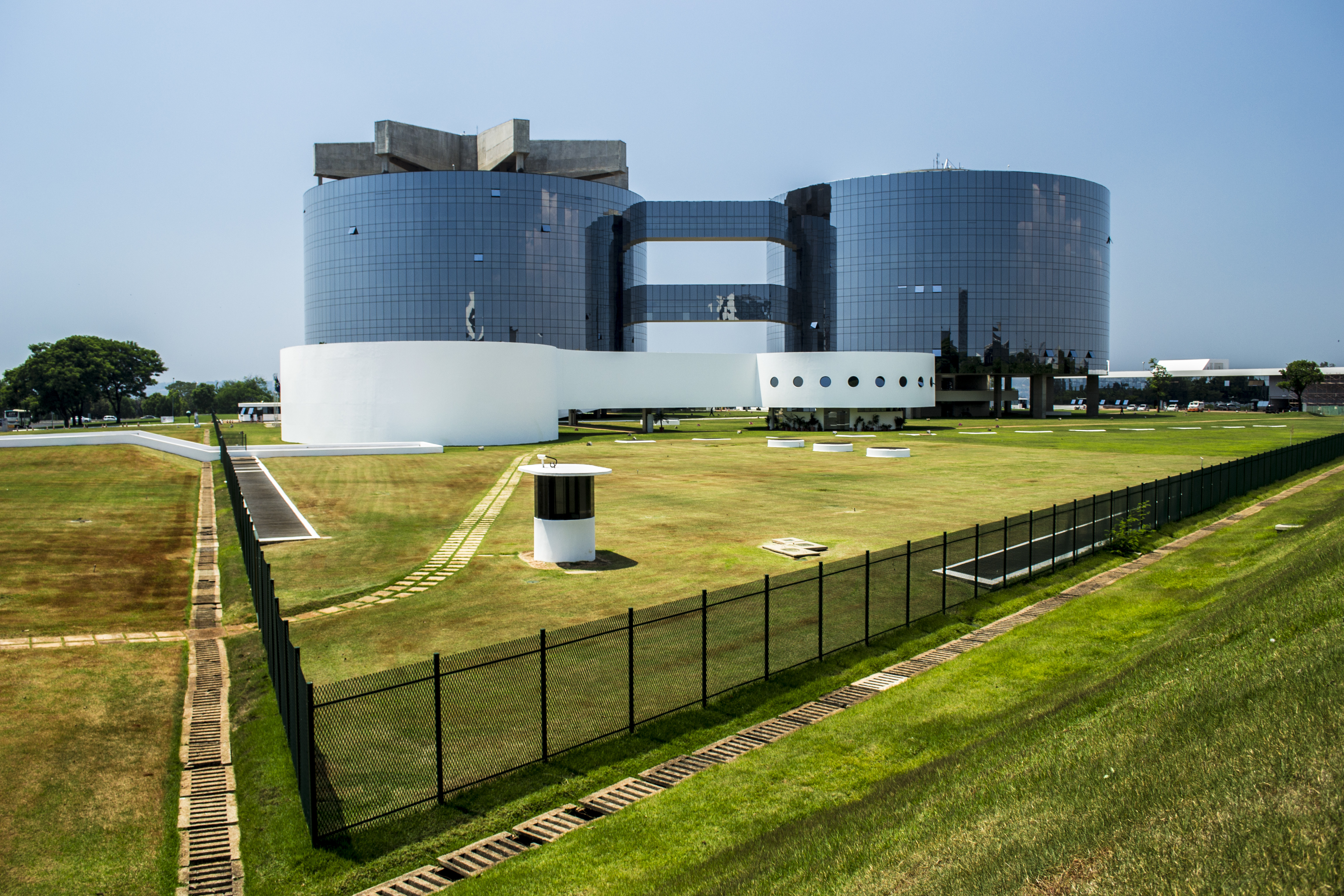
Sede da Procuradoria Geral da República em Brasília, Brasil.

O Ministério Público (por vezes chamado também de Procuradoria-Geral, Ministério Fiscal e Promotoria Geral) é um organismo público, geralmente estatal, ao que se atribui, dentro de um Estado de direito democrático, a representação dos interesses da sociedade mediante o exercício das faculdades de direção da investigação dos factos que revestem os caracteres de delito, de proteção às vítimas e testemunhas, e de titularidade e sustento da ação penal pública.
Da mesma forma, está encarregado de contribuir para o estabelecimento dos critérios da política criminal ou da persecução penal dentro do Estado, à luz dos princípios orientadores do Direito penal moderno (como o de mínima intervenção e de seletividade).
Pela sua qualidade no procedimento e sua vinculação com os demais intervenientes no processo penal, é um sujeito processual e parte no mesmo, por sustentar uma posição oposta ao imputado e exercer a ação penal (em alguns países em forma monopólica). No entanto, é parte formal e não material, por carecer de interesse parcial (como um simples particular) e por possuir uma parcialidade que encarna à coletividade (ao Estado) e que exige, para tanto, que seja um fiel reflexo da máxima probidade e virtude cívica no exercício de suas atribuições e no cumprimento de seus deveres.
Em vários países, entre os quais Angola, Brasil, Cabo Verde, Guiné-Bissau, Moçambique, Portugal, São Tomé e Príncipe e Timor-Leste, o Ministério Público é comandado pela Procuradoria-Geral da República.

## Natureza jurídica
O Ministério Público, em geral, configura-se como um órgão sem personalidade nem patrimônio próprio. Logo, atua sob a personalidade jurídica do Estado. Entretanto, isso não significa que careça de autonomia e independência funcional, administrativa e financeira.
Quanto à sua posição institucional, o Ministério Público pode encontrar-se:
1. Inserido dentro do poder executivo, em cujo caso o presidente ou chefe de governo tem faculdades decisivas em sua condução, intervindo na nomeação e destituição de suas autoridades e demais membros (como sucede no sistema mexicano, francês, alemão e estadunidense);
2. Incorporado no poder judiciário, caso no qual poderia ficar condicionado à função jurisdicional (como sucede em Colômbia a partir da mudança constitucional de 1991);
3. Inserido no poder legislativo, podendo ficar o exercício de sua função influída pela contingência política;
4. Independente dos poderes do Estado, entendendo-se como um órgão que não responde ante nenhum dos poderes clássicos em qualidade de subordinado hierarquicamente (como sucede no sistema brasileiro, peruano, chileno, e guatemalteco);
5. Como um poder do Estado por si mesmo, se entendendo como um órgão autônomo, consagrado constitucionalmente e em igualdade de condições aos outros órgãos do Estado (como sucede no sistema venezuelano).

Do ponto de vista da teoria dos poderes do Estado, considera-se que o Ministério Público:
- Não desenvolve atividade preventiva da violação da ordem pública, por não realizar atividade de polícia administrativa; logo, não pertence à função executiva ou administrativa;
- Não realiza atividade geral, do tipo produção normativa, para além de suas funções internas para o aplicativo do direito (sem prejuízo da doutrina dos atos próprios), pelo que não é parte da função legislativa;
- Realiza atividade de aplicação do direito, do tipo repressiva das infrações à ordem penal, pelo que se segue que sua função é uma "espécie" que cai dentro da função judiciária, junto aos tribunais que exercem jurisdição.

## Ministérios públicos
- Ministério Fiscal (Andorra)
- Ministério Público (Argentina)
- Ministério Público (Bolívia)
- Ministério Público do Brasil
- Escritório do Promotor da Coroa (Canadá)
- Ministério Público (Chile)
- Promotoria Geral da Nação (Colômbia)
- Ministério Público (Costa Rica)
- Ministério Público (República Dominicana)
- Ministério Público do Equador
- Ministério Fiscal (Espanha)
- Promotor Geral dos Estados Unidos
- Escritório do Procurador Geral (Filipinas)
- Promotoria Geral (Gibraltar)
- Ministério Público (Guatemala)
- Ministério Público (Guiné Equatorial)
- Ministério Público de Honduras
- Fiscal do Rei (Marrocos)
- Procuradoria Geral da República (México)
- Ministério Público do Panamá
- Ministério Público do Paraguai
- Ministério Público do Peru
- Ministério Público de Portugal
- Ministério Público (Venezuela)

### Brasil

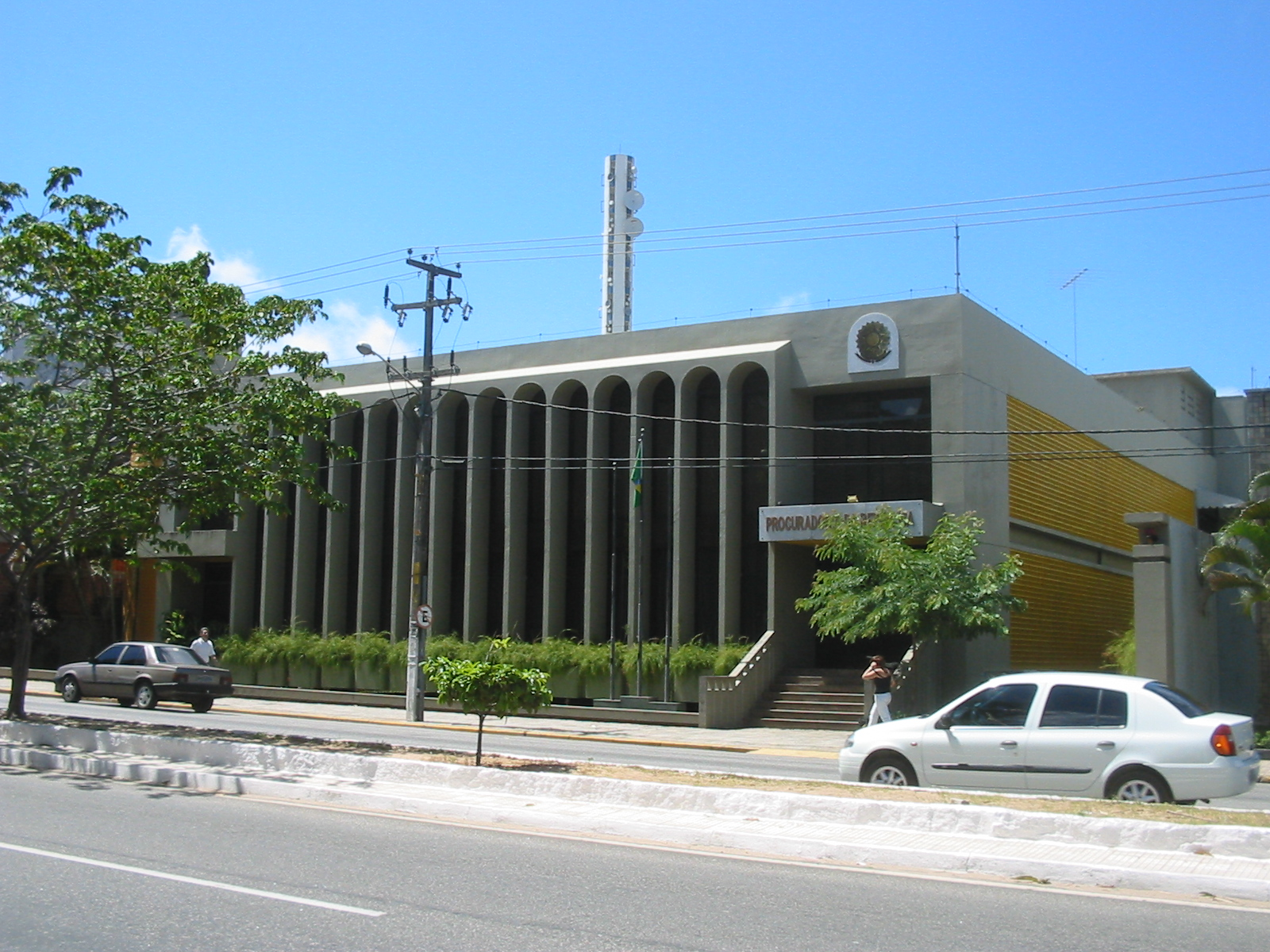
Procuradoria da República em Natal, Rio Grande do Norte, Brasil.

Só no Império, em 1832, com o Código de Processo Penal do Império, iniciou-se a sistematização das ações do Ministério Público. Em 1985, a lei 7.347 de Ação Civil Pública ampliou consideravelmente a área de atuação do Parquet (Ministério Público), ao atribuir a função de defesa dos interesses difusos e coletivos. Essas novas funções adquiridas na área cível pelo Ministério Público foram corroboradas com a promulgação da Constituição de 1988, destacando a sua atuação na tutela dos interesses difusos e coletivos (meio ambiente, consumidor, patrimônio histórico, turístico e paisagístico; pessoa portadora de deficiência; criança e adolescente, comunidades indígenas e minorias ético-sociais). Isso deu evidência à instituição, tornando-a uma espécie de Ouvidoria da sociedade brasileira.
O Ministério Público Federal é um dos órgãos que integram o Ministério Público da União, sendo uma instituição permanente, essencial à função jurisdicional do Estado, incumbindo-lhe a defesa da ordem jurídica, do regime democrático e dos interesses sociais e individuais indisponíveis resguardados na Constituição Federal (o direito à vida, à liberdade, à saúde, à educação, a um meio ambiente sadio e equilibrado, etc.). Essa defesa é feita através de ações propostas na Justiça Federal, bem como através de procedimentos próprios que culminam com recomendações aos órgãos públicos para que resolvam a questão.
No Brasil, o Ministério Público não faz parte de nenhum dos três (3) poderes. Os membros do Ministério Público Federal ingressam no cargo inicial de procurador da república mediante concurso público de provas e títulos, exigindo-se, no mínimo, três anos de atividade jurídica para a posse no cargo. Vale frisar que o procurador da república teria função equivalente ao promotor de justiça na esfera federal, incumbindo-lhe defender os interesses da sociedade com independência e autonomia.
Não se confunde com o procurador federal, tendo em conta que este é membro da Advocacia Geral da União a quem cabe a defesa das autarquias federais. Muito menos se aproxima das atividades dos procuradores dos estados ou procuradores dos municípios, os quais tem a função de advocacia pública desses respectivos entes federativos.
Em segundo grau, com atuação nos tribunais federais, o membro do MPF se denomina procurador regional da república. Por fim, o último degrau da carreira ocorre com a promoção para o cargo de subprocurador geral da república, com atuação nos tribunais superiores.

### Portugal
A Procuradoria-Geral da República é o órgão superior do Ministério Público (artigo 9.º, n.º 1 do EMP), sendo presidida pelo Procurador-Geral da República  (artigo 12.º, n.º 1, alínea a do EMP).
A Procuradoria-Geral da República compreende o Procurador-Geral da República, o Conselho Superior do Ministério Público, o Conselho Consultivo da Procuradoria-Geral da República, os auditores jurídicos e os serviços de apoio técnico e administrativo (artigo 9.º, n.º 2). Na dependência da Procuradoria-Geral da República funcionam o Departamento Central de Investigação e Acção Penal (DCIAP), o Gabinete de Documentação e Direito Comparado (GDDC) e o Núcleo de Assessoria Técnica (NAT).
As competências da Procuradoria-Geral da República surgem-nos genericamente enunciadas no artigo 10.º do Estatuto. Contudo, estas como que se precipitam harmoniosamente, no restante enunciado legislativo, pelas suas diferentes componentes.
Assim, por exemplo, compete ao Procurador-Geral da República, como presidente da Procuradoria-Geral da República, promover a defesa da legalidade democrática, dirigir, coordenar e fiscalizar a atividade do Ministério Público e emitir as diretivas, ordens e instruções a que deve obedecer a atuação dos respectivos magistrados, informar o Ministro da Justiça da necessidade de medidas legislativas tendentes a conferir exequibilidade aos preceitos constitucionais, bem como propor-lhe providências legislativas com vista à eficiência do Ministério Público e ao aperfeiçoamento das instituições judiciárias ou a pôr termo a decisões divergentes dos tribunais ou dos órgãos da Administração Pública.

### França
Na França, o Ministério Público refere-se à "organização, ao nível do tribunal de grande instance, de todos os magistrados do Ministério público encarregados de requerer a aplicação da lei e de conduzir o processo penal em nome dos interesses do Ministério Público. da sociedade. Ao nível de cada tribunal de grande instance, o Ministério Público inclui um procureur de la République, possivelmente coadjuvado por procureurs adjoints, de vice-procureurs e substituts (suplentes). Representa o Ministério Público no tribunal criminal, nos tribunais de menores, perante o juiz de instrução e nas formações cíveis do tribunal. Nos tribunais de recurso, o Ministério Público é conhecido como “Parquet général”, sendo então procurador-geral assistido por procuradores-gerais que - ao contrário do que o seu nome indica - não são advogados mas sim magistrats (magistrados). 